# 안드리야 지브코비치
안드리야 지브코비치(세르비아어: Андрија Живковић, Andrija Živković, 1996년 7월 11일 ~ )는 세르비아의 축구 선수로 현재 그리스 수페르리가 엘라다의 클럽인 PAOK FC에서 활동 중이다.